# Фиорини
Фиорини су насељено место у саставу општине Бртонигла у Истарској жупанији, Хрватска. До територијалне реорганизације у Хрватској налазили су се у саставу старе општине Бује.

## Становништво
На попису становништва 2011. године, Фиорини су имали 165 становника.

## Попис1991.
На попису становништва 1991. године, насељено место Фиорини је имало 272 становника, следећег националног састава:
| Попис 1991.‍  | Попис 1991.‍  | Попис 1991.‍ | Попис 1991.‍ | Попис 1991.‍ |
| ------------ | ------------ | ----------- | ----------- | ----------- |
|              |              |             |             |             |
| Хрвати       | Хрвати       |             | 119         | 43,75%      |
| Италијани    | Италијани    |             | 77          | 28,30%      |
| Словенци     | Словенци     |             | 14          | 5,14%       |
| Југословени  | Југословени  |             | 7           | 2,57%       |
| Македонци    | Македонци    |             | 5           | 1,83%       |
| Срби         | Срби         |             | 3           | 1,10%       |
| Муслимани    | Муслимани    |             | 1           | 0,36%       |
| Румуни       | Румуни       |             | 1           | 0,36%       |
| неопредељени | неопредељени |             | 6           | 2,20%       |
| регион. опр. | регион. опр. |             | 39          | 14,33%      |
| укупно: 272  |              |             |             |             |